# Bulbophyllum elisae
Bulbophyllum elisae é uma espécie de orquídea (família Orchidaceae) pertencente ao gênero Bulbophyllum. Foi descrita por Ferdinand von Mueller e George Bentham em 1871.